# Baudres
Baudres – miejscowość i gmina we Francji, w Regionie Centralnym, w departamencie Indre.
Według danych na rok 1990 gminę zamieszkiwało 507 osób, a gęstość zaludnienia wynosiła 19 osób/km² (wśród 1842 gmin Regionu Centralnego Baudres plasuje się na 679. miejscu pod względem liczby ludności, natomiast pod względem powierzchni na miejscu 434.).